# Zona insatura

Sezione di un pendio collinare che schematizza il rapporto tra zona insatura e falda acquifera

In idrogeologia la zona insatura (o aerata o vadosa) è la porzione della terra che si estende fra il piano campagna e la zona freatica (o acquifero) sottostante. In tale zona i pori tra i granuli di terreno sono parzialmente riempiti con acqua o da liquido che filtra lentamente verso il basso per gravità; il restante spazio dei pori libero dall'acqua è occupato dall'aria.
Il movimento dell'acqua nella zona insatura è studiato in idrologia, idrogeologia e pedologia e risulta di fondamentale importanza in agricoltura, nel trasporto dei contaminanti e nella modellizzazione delle inondazioni.
L'equazione di Richards è spesso usata per descrivere matematicamente il flusso dell'acqua nella zona insatura. La ricarica degli acquiferi generalmente avviene grazie alle precipitazioni più copiose e costanti che hanno la possibilità di infiltrarsi attraverso la zona insatura fino al livello freatico.
In pratica consiste nello spessore di terreno, roccia o qualsiasi altro materiale nel quale l'acqua si infiltra attraverso pori o fratture fra le rocce fino ad arrivare alla sommità della falda freatica ossia il livello di acqua sotterranea, che si presenta come un fluido continuo che satura tutti i pori, questo livello varia di profondità rispetto alla superficie in base alle stagioni e alla piovosità.